# 邵氏蟾蜍角鮟鱇
邵氏蟾蜍角鮟鱇（学名：Bufoceratias shaoi），又名深海鮟鱇，为輻鰭魚綱鮟鱇目棘茄魚亞目雙角鮟鱇科蟾蜍角鮟鱇屬下的一个种，為深海魚類，分布於西印度洋莫三比克海峽、西太平洋台灣東北部海域，棲息深度0-1200公尺，雌魚體長可達10.1公分，生活習性不明，不具任何經濟價值。